# Drvar
Drvar je općina koja se nalazi u sjeverozapadnom dijelu Hercegbosanske županije uz granicu s Republikom Hrvatskom. Od Knina je udaljena svega 63 km. Smještena je u planinskom području na nadmorskoj visini 700 do 1200 m i prije potpisivanja Daytonskog sporazuma površina općine bila je 950 km2. 
Na području općine brojne su manje rijeke koje imaju potencijal za razvoj ribogojilišta. Najznačajniji vodotok je rijeka Unac, dugačka preko 60 km i potok Bastašica u duljini od 1 km. 
Na području Drvarske općine postoji jedinstven, za ovaj dio Europe, slučaj bifurkacije rijeke. U mjestu Prekaja nalazi se Prekajsko jezero nastalo pregrađivanjem Unca. Služilo je za potrebe industrije. Ovo jezero zaprema površinu od dva četvorna kilometra i bogato je ribom. Velike površine prekrivene su šumama i pašnjacima, dok su poljoprivredna zemljišta zastupljena u manjem obujmu.

## Zemljopis
Grad Drvar i nekoliko okolnih sela nalazi se u Drvarskoj kotlini. Kotlina je okružena planinama: Osječenicom sa sjevera, Klekovačom i Lunjevačom s istoka i Jadovnikom s juga.

### Klima
Klima je kontinentalno-planinska s dugim i hladnim zimama.

## Stanovništvo
| Stanovništvo općine Drvar |                  |                  |                  |                 |
| godina popisa             | 1991.            | 1981.            | 1971.            | 1961.           |
| Srbi                      | 16.608 (96,97 %) | 15.896 (88,39 %) | 19.496 (97,16 %) | 18.362 (97,6 %) |
| Hrvati                    | 33 (0,19 %)      | 62 (0,34 %)      | 141 (0,70 %)     | 185 (1,0 %)     |
| Muslimani                 | 33 (0,19 %)      | 26 (0,14 %)      | 213 (1,06 %)     | 34 (0,2 %)      |
| Jugoslaveni               | 384 (2,24 %)     | 1842 (10,24 %)   | 74 (0,36 %)      | 169 (0,9 %)     |
| ostali i nepoznato        | 68 (0,39 %)      | 157 (0,87 %)     | 140 (0,69 %)     | 61              |
| ukupno                    | 17.126           | 17.983           | 20.064           | 18.811          |

#### Drvar (naseljeno mjesto), nacionalni sastav
| Drvar              |                |                |                |       |
| godina popisa      | 1991.          | 1981.          | 1971.          | 1961. |
| Srbi               | 7693 (95,52 %) | 6006 (85,03 %) | 6056 (94,37 %) | 3645  |
| Muslimani          | 29 (0,36 %)    | 22 (0,31 %)    | 115 (1,79 %)   | 33    |
| Hrvati             | 24 (0,29 %)    | 42 (0,59 %)    | 98 (1,52 %)    | 95    |
| Jugoslaveni        | 259 (3,21 %)   | 961 (13,60 %)  | 66 (1,02 %)    | 18    |
| ostali i nepoznato | 48 (0,59 %)    | 32 (0,45 %)    | 82 (1,27 %)    | 35    |
| ukupno             | 8053           | 7063           | 6417           | 3646  |

### Popis 2013.
| Stanovništvo općine Drvar |                |
| godina popisa             | 2013.          |
| Srbi                      | 6420 (91,25 %) |
| Hrvati                    | 552 (7,85 %)   |
| Bošnjaci                  | 11 (0,16 %)    |
| ostali i nepoznato        | 53 (0,75 %)    |
| ukupno                    | 7036           |

| Drvar – naseljeno mjesto |                |
| godina popisa            | 2013.          |
| Srbi                     | 3160 (84,72 %) |
| Hrvati                   | 527 (14,13 %)  |
| Bošnjaci                 | 10 (0,27 %)    |
| ostali i nepoznato       | 33 (0,88 %)    |
| ukupno                   | 3730           |

## Naseljena mjesta
Općinu Drvar sačinjavaju sljedeća naseljena mjesta:
Ataševac,
Bastasi, 
Brda, 
Bunčevac, 
Drvar, 
Drvar Selo, 
Gruborski Naslon, 
Kamenica, 
Ljeskovica, 
Mokronoge, 
Motike, 
Mrđe, 
Podić, 
Podovi, 
Poljice, 
Potoci, 
Prekaja, 
Šajinovac, 
Šipovljani, 
Trninić Brijeg, 
Vidovo Selo, 
Vrtoče, 
Zaglavica, 
Župa i 
Župica.
Poslije potpisivanja Daytonskog mirovnog sporazuma, dio općine Drvar s mjestom Drvarom ušao je u sastav Federacije BiH. U sastav Republike Srpske ušla su naseljena mjesta Potoci, Srnetica i Uvala. Od ovog područja nastala je općina Istočni Drvar. Naseljena mjesta Boboljusci, Bosanski Osredci, Gornji Tiškovac, Mali Cvjetnić, Malo Očijevo, Martin Brod, Očigrije, Palučci, Trubar, Veliki Cvjetnić i Veliko Očijevo su pripojena općini Bihać.

## Povijest
Predio Spasovine (pripada Vrtočama, uz granicu s Drvarom) kod Drvara i Šobića groblje kod Drvara važni su za povijest umjetnosti starohrvatske države. Na tim je dvama lokacijama djelovala dvorska klesarska radionica iz vremena kneza Branimira.
Drvar je kao gradić osnovala Austro-Ugarska, te je potaknula naseljavanje stručnjaka i obrtnika. Na početku je nosio ime Unac, po obližnjem selu, no osnivanjem drvarnice mijenja ime. Gradić se razvija od 1900. poput većine sličnih krajeva po BiH kad je austrijski industrijalac Otto Steinbeis osnovao poduzeće za iskorišćivanje šume, izgradio uskotračnu željezničku prugu do Knina i podignuo pilanu te tvornicu celuloze i bačava. Drvarska župa tada je imala sjedište izvan grada, 30 km dalje u Bosanskom Petrovcu. Župa je nastala 1906. odvajanjem od Krnjeuše (Zelinovca).
Koncem 19. i početkom 20. stoljeća drvarski se ukapaju zajedno s pravoslavcima na gradskom Šobića groblju. Od tog je groblja tek dio očuvan i većina su devastirani.
Na Spasovini je pravoslavno groblje. Ondje je pravoslavna kapela sv. sveštenomučenika drvarskih Milana (Banjca) i Milana (Golubovića). Moći te dvojice svetaca nalaze s moćima mučenika stradalih s njima u Risovačkoj jami, kod Krnjeuše u općini Bosanski Petrovac pohranjene u drvarskoj crkvi sv. Save.
Popisom 1910. utvrđeno je da je živjelo:
- u Drvaru (gr.opć.) 2605 st. od čega 1484 pravoslavna, 1041 rimokatolika, 46 evangelika, 24 muslimana, 9 grkokatolika, 1 židovske vjere
- u Drvaru (s. opć.) 673 st., od čega svi pravoslavni Drvar je bio središte drvne industrije osnovane u vrijeme austrijske uprave u BiH. Uz Hrvate katolike živjeli su i radili mnogi Slovenci, Česi, Poljaci, Nijemci i Austrijanci.[10]

Katolici se poslije pokopavaju na novoj lokaciji, blizu mjesta gdje je podignut pogon Celuloze. Katolički se radnici doseljavaju u grad te je 1925. godine premješteno sjedište župe nešto bliže, na 15-ak kilometara udaljen planinski prijevoj Oštrelj. Pastoral je tako bilo lakše obavljati, a tu je već postojala kapelica Sv. Ane. 1930-ih je podignut je župni stan u Drvaru. Preneseno je i sjedište župe s Oštrelja u Drvar, izgrađena je i crkva, a katolički je život bujao. Crkva sv. Josipa i župna kuća sagrađeni su 1932. godine. Hrvatska je zajednica cvala, i od važnijih hrvatskih kulturnih udruga i ustanova tu je prvo bilo povjerenstvo pa podružnica Hrvatskoga kulturnog društva Napredak. Podignut je Sokolski dom, koji je poslije rata prozvan Društveni dom Partizan. Prije Drugog svjetskog rata u gradu je bilo oko 450 katolika, a na cijelom teritoriju župe i više. Samo u Drvaru, Oštrelju i Srnetici bilo je 700 vjernika. 
Između 1932. i 1939. godine trajala je gradnja parohijskog hrama sv. Save u Drvaru. Građen je za vrijeme sveštenomučenika Milana Banjca. Drvarskoj parohiji pripada jedanaest pravoslavnih hramova. 
Travnja 1936. godine u pogonu Šipada u Drvaru zbila se teška nezgoda kada je zbog dotrajalosti eksplodirao parni kotao. Pritom su poginula četiri radnika, a više njih bilo je ozlijeđeno, među kojima i Nikola Bursać, otac kasnije narodne heroine Marije Bursać, koji je ostao bez desnog oka.
Prijašnje sjedište župe je stradalo. Kapelica na Oštrelju spaljena je za vrijeme borbi u Drugom svjetskom ratu. Župnik Waldemar Maximilian Nestor i veći broj vjernika mučki su ubijeni 27. lipnja 1941. godine. Župna kuća sa stanom za svećenika oštećena je, ali je preživjela. Nakon toga pola stoljeća tu nije bilo ni svećenika, ni crkve, ni mise.
U drugom svjetskom ratu Drvar je bio dio NDH. Pripao je velikoj župi Krbava-Psat, u talijanskoj okupacijskoj zoni. 
Na zimu i proljeće 1944. ovdje je bilo sjedište CK KPJ Vrhovnoga štaba NKOJ-a i Predsjedništva AVNOJ-a. Tito i njegov glavni stožer skrivali su se u pećini u blizini Drvara. Treći Reich je preko svojih doušnika doznao te je organizirao akciju Konjićev skok (desant na Drvar) kojom su htjeli obezglaviti partizanski pokret. Uz velike partizanske gubitke Tito i pratnja su se spasili.
U Titovoj Jugoslaviji Drvar je dio NR BiH. 1949. godine u "jeku socijalističkog mira" mjesna katolička crkva i župni stan su srušeni, a crkveno zemljište nacionalizirano i podijeljeno lokalnom pučanstvu, u isto vrijeme kad i crkva u Bosanskom Petrovcu. Ulica u kojoj je bila crkva nazvana je po nadnevku kad su pobijeni župljani i prva svećenička žrtva na prostoru bivše Jugoslavije, župnik Nestor. Pravoslavna crkva, premda nije srušena, desakralizirana je i pretvorena u skladište. Ateistički režim obeščastio ju je jer je služila kao "mokri čvor" slučajnim prolaznicima. Ateizacija grada Drvara bila je strahovita. Na mjestu gdje je nekoć bila katolička župna crkva, sad je sporedna uličica 27. jula (po nadnevku važnom u jugoslavenskoj historiografiji - Dan ustanka) s privatnim kućama.
Na popisu 1961. Srbi su bili velika većina u općini, a tragovi Hrvata i ostalih katolika ostali su u nekoliko naselja gdje su ostale manje koncentracije, poput Bosanskih Osredaca, Martina Broda, Podova, Potoka, Šipovljana i najveće u Srnetici i gradu Drvaru. Najveća koncentracija "Jugoslavena" bila je u Srnetici.
1960-ih godina i mlađe katoličkog groblje kod Celuloze preorano je zbog proširenja Celuloze pa je dio nadgrobnih spomenika prenesen na Šobića glavicu, blizu Šobića groblja. Ondje su i danas nekolicina devastiranih nadgrobnih spomenika povaljanih po zemlji.
11. siječnja 1967. izmjerena je najniža temperatura u Drvaru ikad: -27,2 Celzijevih stupnjeva. Povratak vjerskog života u ateizirani grad išao je vrlo sporo. Pravoslavni pop potiho je došao u Drvar sa svojom obitelji oko 20-30 godina poslije 1945. godine. Liturgiju je i za najveće kršćanske blagdane slavio samo sa svojom suprugom i djecom, premda je u općini bilo 17 000 Srba.
Drvar i Bosansko Grahovo jedine su dvije općine u BiH u kojima 1. ožujka 1992. nije održan referendum o neovisnosti BiH.
Raspadom Jugoslavije Drvar je dio BiH. U vrijeme velikosrpske pobune i zatim velikosrpske agresije na Hrvatsku Drvar je sve od 1991. uporište za srpsku agresiju na Hrvatsku i poslije BiH. U početku rata bio je u Republici Srpskoj. 1991. godine u crkvi sv. Save je ustoličen prvi episkop bihaćko-petrovački Hrizostom Jević. 1992. godine u crkvi sv. Save su u kripti pohranjene moći sveštenomučenika drvarskih Milana (Banjca) i Milana (Golubovića), te mučenika stradalih zajedno s njima u Risovačkoj jami, kod Krnjeuše u općini Bosanskom Petrovcu.
Pretkraj rata u grad su ušle hrvatske snage. Mnoštvo hrvatskih prognanika i izbjeglica koje su 1993. protjerale bošnjačke snage bilo je smješteno tad u Drvar. Srpski i bošnjački mediji i međunarodni predstavnici dobrano su podgrijavali zlobnu tezu da je to namjernog naseljavanje katolika radi promjene nacionalne strukture grada i općine, na štetu Srba. 
Od rujna 1995. godine i hrvatskog zauzimanja grada, naseljavaju se prognani i izbjegli Hrvati iz dijelova BiH otkamo su ih istjerale srpske i bošnjačke postrojbe. Većina tih Hrvata je iz Srednje Bosne, iz 50-ak raznih župa. Procjene su bile od 8 000 do 12 000 vjernika. Dolaskom Hrvata oživjela je župa, s time što više nije bilo središte Bosanski Petrovac koji je nekad obuhvaćao Drvar, nego obrnuto. Župa Drvar obuhvatila je Bosanski Petrovac. Zgrada Partizana tj. bivšeg Sokolskog doma, tj. dvorana i prateće prostorije dana je od strane HR Herceg-Bosne na privremeno korištenje dok se ne sagradi crkva. 
Katolički vjerski život donio je osnivanje Caritasova dječjeg vrtića i osnovne škole koja je ponijela ime prvog blaženika Banjolučke biskupije – “Dr. Ivan Merz”. Osnovana je 1995. godine, a ime Ivana Merza ponijela je 1996. godine. Dan škole obilježava oko dana rođenja Ivana Merza, 16. prosinca. Počela je raditi sa samo 40 učenika, a već 1998. bilo ih je preko 700 s ukupno 35 prosvjetnih djelatnika. Škola je imenom na Drvar i s područnom četverorazrednom školom u Prekaji. S obzirom na brojnost Srba i malobrojnost Hrvata za lokalce i nije bilo oslobođenje za Srbe, no za hrvatsko okružje jest jer je uništeno velikosrpsko uporište. Svakako je bilo duhovno oslobođenje jer se otad služe mise. Većina srpskog predratnog stanovništva otišla je, a u grad se uselilo oko 6000 Hrvata prognanika i izbjeglica te 250 vojnika HVO s obiteljima. Katolici obavljaju bogoslužje u prostorijama nekadašnjeg društvenog doma Partizan (prijeratni Sokolski dom), izvorno namijenjen za kulturne i športske događaje, i otad društveni dom djeluje kao improvizirana crkva. Sve od tad traju političke opstrukcije općinskih vlasti da se dobije komad zemlje na kojem bi se izgradila katolička župna crkva. Ukazala se i potreba za grobljem za pokapanje katoličkih vjernika. Povjerenstvo Vlade HRHB dodijelilo im je privatni komad zemlje na Trninić brijegu za otvaranje katoličkog groblja. Određen broj preminulih već je ukopan. Uz crkvu u prostorima Sokolskog doma podigli su Hrvati improvizirani drveni zvonik i u podnožju zvonika spomen-križ palim hrvatskim braniteljima. 
Na nezadovoljstvo država nesklonih Hrvatima, Hrvati su si organizirali svoj gospodarski život u gradu. Uz pomoć tvrtke Finvesta bazirane u Hrvatskoj, ulagali su u proizvodnju drvne građe, panel ploča i građevinarstvo. Zaposlili su 500-ak Hrvata. Međunarodnim moćnicima smetala je "kroatizacija" Drvara. Izvjestitelji su blatili Hrvate, ne prezajući ni da ih nazivaju mafijaškom organizacijom. Smatrali su da samo vanjska intervencija može spriječiti kroatizaciju Drvara. Za prljavu zadaću protiv Hrvata kao i nekoliko puta prije u Domovinskom ratu, određeni su kanadski vojnici. Dodijeljen im je ovaj sektor u koji su smjestili postrojbu pješaštva. Međunarodna zajednica bila je odlučna izvršiti repatrijaciju Srba ali ne i repatrijaciju bh. Hrvata smještenih u Drvaru, nego da ti Hrvati zauvijek nestanu iz BiH.
Loša hrvatska politika te podlo djelovanje predstavnika međunarodne zajednice koji su deložirali Hrvate na ulicu, ne omogućivši im alternativni smještaj u Drvaru, doveli su do otjeka katolika iz ovoga kraja. Biskupu Komarici su nudili, no on nije htio graditi crkvu bez papira na zemljištu za koje se ne zna čije je, te su župni ured i biskupija 1997. godine kod vlasti inicirale da im se dodijeli prostor za crkvu ili vrati 1400 kvadrata koji nisu bili nacionalizirani u komunizmu. Nekoliko godina poslije uz pritisak međunarodnih guvernera vraćeni su Srbi u Drvar, nažalost međunarodni predstavnici nisu izvršili isti takav pritisak ni na srpske ni bošnjačke vlasti u BiH da se vrati Hrvate otkamo su istjerani. Iniciralo se vraćanje Srba u njihove domove, ali ne i srednjobosanskih Hrvata, koji su nakon SFOR-vih akcija mahom odselili u Hrvatsku ili europske zemlje te je u Drvaru ih do danas ostalo petstotinjak Hrvata. 
SFOR-ovim tenkovima Hrvati su istjerani iz Drvara. Nažalost SFOR nije angažirao iste resurse da se ti prognani i izbjegli Hrvati vrate u svoj Vareš i Kakanj.
Svibnja 1997. pristižu prve manje skupine Srba, što je budilo strah u Hrvata. Podmetnuti su požari u srpske domove. Agresivna kanadska ophodnja osigurala je stalan pritjek Srba u drvarski kraj.
Krajem 1997. godine počinje povratak Srba u Drvar, Glamoč i Grahovo. 
Tvorci Daytonskog sporazuma osmislili su mehanizam kojim bi se poništili učinci etničkog čišćenja. Birači su po Aneksu 3. mogli glasovati u općinama gdje su bili rezidenti makar su u trenutku izbora živjeli drugdje. To je omogućilo da 13. i 14. rujna 1997. za načelnika bude izabran Srbin Marčeta, premda je grad bio većinom naseljen Hrvatima. Srbi su preuzeli gradsko vijeće i popunjali položaje u gradskoj upravi. Mjesna policija bila je u hrvatskim rukama i to je značilo da je prava moć bila u hrvatskim rukama, što arhitektima poslijeratne BiH nikako nije odgovaralo.
Hrvati su se s pravom bojali resrbizacije grada, jer bi to značilo novo raseljavanje Hrvata. Kanađani su čuvali gradonačelnika Srbina koji je boravio u Banjoj Luci.
Srpski povratnici suočavali su se s opstrukcijama, pa i brutalnim ubojstvima i spaljivanjem srpskih domova. 17. travnja 1998. visoki međunarodni predstavnik za BiH Carlos Westendorp na tiskovnoj je konferenciji najavio uklanjanje s položaja dogradonačelnika Tokmakdžije i istakao odlučnost međunarodne zajednice za hitne akcije za zaštitu srpskih povratnika u Drvar. Zaprijetio se tvrdolinijašima. Oglasio se i UN-ov posebni izaslanik Rehn te je dao rok od 48 sati predsjedniku FBiH Ganiću i dopredsjedniku Šoljiću da uključe 15 srpskih povratnika u lokalnu policiju ili će međunarodna zajednica odrediti nadzornika za Drvar. Prozvani dogradonačelnik Tokmakdžija u pismu Westendorpu odgovorio je da akcija smjene nije tek usmjerena na dogradonačelnika, nego sa svrhom da se usadi strah među drvarske Hrvate i nametne osjećaj da su odgovorni (krivi) za sve što se dogodi u gradu. Već u prvoj polovici 1998. godine SFOR nasilno istjeruje Hrvate iz njihovih domova. Dana 24. travnja 1998. godine Hrvati u Drvaru, su u rušilačkim napadima popalili kancelarije UNHCR-a, OHR-a, IPTF-a, sva vozila koja su im se našla na putu i premlatili gradonačelnika Marčetu (Srbina) kao odmazdu za SFOR-ovo nasilno istjerivanje Hrvata iz njihovih stanova. Nakon ovog događaja povećan je broj paljenja i napada na Srbe povratnike. Broj popaljenih kuća iznosio je 860.
Hrvati iz Drvara, Glamoča i Grahova su se iseljavali u okolicu Knina i Benkovca. U Golubiću kod Knina je smješten prihvatni centar za iseljene hrvatske drvarske obitelji.
Povratkom domaćih Srba utvrđeno je da je dodijeljeno zemljište za groblje privatno a ne općinsko i otad groblje nije u funkciji. Nikad poslije općina nije više dodijelila nikakvo zemljište, pa katolici mrtve pokapaju u drugim mjestima, obično mjestu rođenja. Prvi prisilni iseljenički val Hrvata iz Drvara, Glamoča i Grahova trajao je tijekom 1998. godine. 2001. godine u biskupiji je uveden Dan drvarskih mučenika u spomen na drvarskog župnika Waldemara Maksimilijana Nestora koji je 27. srpnja 1941. ubijen zajedno sa skupinom svojih vjernika koji su se vraćali s hodočašća iz Knina. Hrvati se po drugi put prisilno iseljavaju tijekom ožujka 2002. godine. Tada se za pola godine iz Drvara u Švedsku iselilo oko tisuću Hrvata. Hrvati srednje Bosne u ovom slučaju su postali dvostruke žrtve rata jer nakon što su protjerani od strane Bošnjaka, to isto su učinile i snage međunarodne zajednice (SFOR). Međunarodna zajednica u Bosni i Hercegovini, činom progona Hrvata iz Drvara, Glamoča i Grahova, pokazala je otvorenu nenaklonjenost i netrepeljivost prema Hrvatima Bosne i Hercegovine. Visoki predstavnici Paddy Ashdown i Wolfgang Petritsch, za čijega je mandata protjerano gotovo 5000 Hrvata iz Drvara, Glamoča i Grahova, za posljedice svoje politike nikad nikom nisu odgovarali. 22. svibnja 2002. godine odlukom je Vlada HBŽ izuzela iz procesa privatizacije zemljište površine 3000 m2 (zemljište Robne kuće Drvar) i dodijelila ga Župi Drvar za izgradnju katoličke crkve. Zbog deložacija 2001. i 2002. Drvar je napustilo 4000 Hrvata. Kolovoza 2002. godine zaredali su izgredi u kampanji protiv istaknutih Hrvata, hrvatskih i katoličkih obilježja. Jednostranom odlukom promijenili su imena ulica i više nema ni jedne ulice s hrvatskim obilježjima. Jedinom katoličkom svećeniku u Drvaru don Slavi Grgiću prijetilo se tih dana likvidacijom. Sa zgrade Općine skinuta je zastava Hercegbosanske županije. Nepoznate osobe srušile su drveni križ (visok 3 i širok 2 metra) podignut u čast poginulim braniteljima u parku na Kecmanovoj glavici u središtu grada. Cilj kampanje je da bi se potjeralo preostalih 2500 Hrvata koji zauzimaju 600 radnih mjesta u Drvaru. U tom je vremenu bilo oko 6000 Srba u Drvaru.  
Godine 2003. kupljena je obiteljska kuća koja sada služi kao župni stan. Spomendan je 2008. godine odredbom banjolučkog biskupa Franje Komarice preimenovan u Dan molitvenog sjećanja na mučenike i žrtve Banjalučke biskupije kojim se komemorira sve mučenike i žrtve ratova i totalitarizama 20. stoljeća s područja te biskupije. Spomendan se obilježava 27. srpnja.
2011. godine je načelnik općine Istočnog Drvara Đuro Josipović kazao da je "došlo krajnje vrijeme da Drvarčani „uzmu sudbinu u svoje ruke“ i „kukom i motikom protjeraju iz svoga grada sramno obilježje“", govoreći o spomeniku hrvatskim braniteljima u Drvaru. Spomenik je u obliku križa, visok 2,5 metra i dotad je nekoliko puta bio meta frustriranih Srba koji smatraju da ovaj simbol stradanja Hrvata na ovim prostorima ne bi trebao biti na ovome mjestu. Prijetnje nisu bile prazne jer su zaredali izgredi bez otkrivanja počinitelja koji ruše sve što je hrvatsko.
Veljače 2017. visoki međunarodni predstavnik Valentin Inzko posjetio je drvarsku župu i podržao gradnju crkve. S obzirom na zastoj i opstrukcije, iz drvarske katoličke župe zatražili su srpnja 2017. da nadležne županijske geodetske službe točno identificiraju lokaciju (površine 3520 m2) na kojoj su do 1949. bila župna crkva i župna kuća, a na kojoj Župa Drvar ima u vlasništvu i danas 1062 m2 zemlje, te da se utvrdi je li na toj lokaciji danas moguća gradnja obzirom na postojeće objekte. Početkom studenoga 2017. godine drvarski župnik i banjolučki biskup Franjo Komarica uputili su zamolbeni dopis načelniku općine Drvar i predsjedniku Vlade Hercebosanske županije za očitovanje o dodjeli zemljišta za izgradnju katoličke crkve u Drvaru, glede odluke Općinskog vijeća Drvara od početka srpnja 2017. kojom obvezuju načelnika općine da u roku 60 dana ponudi Župi Drvar tri prikladne lokacije za izgradnju katoličke crkve. Zbog hrvatsko-srpske političke trgovine stvar stoji, jer srpske političke stranke to prikazuju kao izdaju nacionalnih interesa i propast Drvara, a hrvatske vlasti ponašaju se nemoćno ili nezainteresirano. Nakon uspostave vlasti u Livnu Savez nezavisnih socijaldemokrata (SNSD) uvjetovao je gradnju crkve ustavnim promjenama u HBŽ-u.
2018. godine izabran je 27. srpnja, dan koji se u Jugoslaviji slavio praznik Dan ustanka u Hrvatskoj i BiH, za Dan općine.
Poslije dva desetljeća traženja lokacije i odbijanja davanja dozvole za gradnju uz izgovor nepostojanja parcele i da crkva nije predviđena u regulacijskom planu iz 1980-ih godina, drvarska župa kupila je 2018. uz pomoć brojnih dobročinitelja komad zemlje od 3 tisuće metara četvornih, zajedno s objektom s namjerom da ga dogradie i rekonstruiraju za pastoralne i karitativne potrebe župe. Krajem godine zatražili su urbanističku dozvolu, koju im je općina uskratila uz izgovor da se ne drže gabarita zdanja i namjene. 
Zgrada Sokolskog doma odnosno njena dvorana i dalje služe katolicima za bogoslužje. U njoj se vrše bogoštovni čini, slave mise, sakrament, u njoj su hrvatska katolička društvena okupljanja i druženja u donjem dijelu zdanja. Vremenom je zgrada postala neuvjetna, derutna, sve više propada, nagriza ju vlaga, a zimi je hladno jer nema grijanja. Zgrada improvizirane crkve – koja je u općinskom vlasništvu – u toliko je propala i oronula da je postala opasna po zdravlje i život vjernika koji se tamo okupljaju, napose za nemali broj djece. Župa sv. Josipa Drvar koncem 2018. uputila je nadležnim općinskom tijelima službeni zahtjev – priloživši svu traženu dokumentaciju i plativši sve potrebne pristojbe – za izdavanje lokacijske informacije (urbanističke suglasnosti) za rekonstrukciju i dogradnju višenamjenskog objekta u vlasništvu Župe za humanitarne, karitativne i druge djelatnosti. Višegodišnja politika širenja vjerske nesnošljivosti prema Katoličkoj Crkvi od strane lokalnih vlasti u Drvaru, početkom travnja 2019. poprimila je novu dimenziju. Općina Drvar je izdala rješenje (dva mjeseca mimo zakonskog roka) kojim se odbija navedeni zahtjev, ne navodeći po kojem zakonskom osnovu to čini. Mnogi se također čude da je općinskim vlastima draže gledati jedan zapušten prostor u širem središtu ionako zapuštenog i neurednog grada nego li dati dozvolu da se taj prostor uredi kako bi se vanjska slika grada barem donekle uljepšala i popravila. Službenim aktom od 27. lipnja 2019. Općina Drvar po drugi put je odbila izdati župi sv. Josipa u Drvaru lokacijsku dozvolu za rekonstrukciju i dogradnju višenamjenskog objekta, ne poštujući tako drugostupanjsko rješenje Ministarstva graditeljstva, obnove, prostornog uređenja i zaštite okoliša Hercegbosanske županije. Odbijenica je bila novi dokaz samovolje i paušalnosti općinske vlasti u Drvaru. Zbog dotrajalosti drvne građe improviziranog zvonika, na njemu više ne zvone zvona.
28. srpnja 2019. godine održana je biskupijska komemoracija Dan molitvenog sjećanja na mučenike i žrtve Banjolučke biskupije. U isto vrijeme dok se odvijala komemoracija za mučenike u crkvi, sljedbenici tzv. antifašizma s druge strane ceste polagali su vijence kod partizanskog spomenika, pokušavajući neuspješno provocirati i ometati katoličku komemoraciju puštajući s razglasa, glasnije nego ikad, partizanske pjesme i one koje veličaju kult Titove osobe. Nakon Svete mise svi su se uputili pred obnovljeni spomen-križ poginulih hrvatskih branitelja kojeg su nedavno obnovili članovi drvarske podružnice Udruge branitelja HVO-a uz pomoć braniteljske udruge iz Livna, gdje su izaslanstva položila vijence i svijeće a potom je biskup Komarica predvodio molitvu odrješenja za pokojne. Po svršetku komemoracije svi su se iz crkve uputili na zemljište s pratećim objektom koje je Župa Drvar, uz pomoć brojnih dobročinitelja, kupila 2018. godine i na kojem je planirana izgradnja novoga župnog pastoralnog centra. Obred blagoslova zemljišta predvodio je apostolski nuncij u BiH mons. Luigi Pezzuto, u zajedništvu s biskupom Franjom Komaricom i sedmoricom svećenika.

## Poznate osobe
- Mile Budak (liječnik), hrvatski liječnik
- Zlatko Delić, srpski psiholog i enigmatičar
- Saša Matić, pjevač
- Dejan Matić, pjevač
- Karlo Muradori, hrvatski nogometaš
- Anica Nazor, hrvatska filologinja, paleoslavistica, paleokroatistica i akademkinja
- Milan Rodić, srpski nogometaš
- Nikola Špirić, političar

## Kultura
- KUD "Drvar"

## Šport
- FK Borac Drvar
- NK Finvest Drvar

## Unutrašnje poveznice
- Pokolj kod Drvara 27. srpnja 1941.
- Drvarski mučenici
- Titova pećina
- Desant na Drvar

## Vanjske poveznice
- Službena stranica općine
- Turistička zajednica Hercegbosanske županije - Drvar